# Catocala celia
Catocala celia är en fjärilsart som beskrevs av H. Edwards 1880. Catocala celia ingår i släktet Catocala och familjen nattflyn. Inga underarter finns listade i Catalogue of Life.